# نیسان روگ
نیسان روگ (به انگلیسی: Nissan Rogue) یک خودروی کراس‌اوور کوچک است که توسط شرکت خودروسازی ژاپنی نیسان تولید شده‌است. این خودرو از اکتبر سال ۲۰۰۷ برای مدل سال ۲۰۰۸ تولید شده‌است. طراحی آن موتور جلو، محور جلو، و چهارچرخ محرک بوده طول آن در حالت طبیعی ۱۸۲٫۹ اینچ، عرض آن در حالت طبیعی ۷۰٫۹ اینچ و وزن آن در حالت طبیعی ۳٬۵۲۹ پوند (۱٬۶۰۱ کیلوگرم) است. از سال ۲۰۱۳، این مدل با ایکس-تریل برابری می‌کند که در خارج از آمریکای شمالی به فروش می‌رسد، و این موضوع در اصل آن‌ها را یکسان می‌کند. در حال حاضر این خودرو پرفروش‌ترین وسیله نقلیه مدل نیسان در ایالات متحده به‌شمار می‌رود.